# Eddy Kahn
Eddy Kahn (Den Haag, 11 december 1906 - Frankrijk, 19 augustus 1944) was een Nederlands ruiter, ondernemer en tijdens de Tweede Wereldoorlog militair in Britse dienst.
Kahn dreef een modezaak. Hij woonde en werkte tot september 1940 in Den Haag en daarna tot mei 1941 in Amsterdam. Hij was in 1931 in Pittsburgh gehuwd met een Amerikaanse en kreeg één kind. Voor de oorlog was hij een succesvol dressuurruiter en een van de weinige burgers die aan nationale en internationale wedstrijden deelnam. De paardensport werd destijds bijna geheel bedreven door legerofficieren. Kahn nam deel aan de Olympische Zomerspelen 1936 waar hij met 'Espoir' als dertiende eindigde op het onderdeel eventing. In 1941 wist hij met zijn gezin naar de Verenigde Staten te vluchten. Hij nam later dienst in het Britse leger en nam als tijdelijk reserve 1e luitenant van de 6th (Royal Welch) Parachute Battalion deel aan Operatie Dragoon waarbij hij op 19 augustus 1944 in Frankrijk sneuvelde. Kahn ligt begraven op het Britse ereveld in Banneville-la-Campagne.